# A Father's Watch
«A Father's Watch» (укр. «Батьків годинник») — вісімнадцята серія двадцять восьмого сезону мультсеріалу «Сімпсони», прем'єра якої відбулась  19 березня 2017 року у США на телеканалі «Fox».

## Сюжет
Дві недавно померлі жаби зустрічаються на Небесах і кажуть, що пишаються тим, що померли за благородну справу: Барт може розітнув їх на уроках природознавства для поглиблення знань. Однак вони жахаються і зляться, коли Барт смішно калічить тіло, яке залишив.
Мардж впадає у відчай через жахливий табель Барта. Тому вона з Гомером як і решта батьків Спрінґфілда відвідують лекцію експерта з батьківських питань докторки Кларіті Гофман-Рот за порадою. Виконуючи її рекомендацію дарувати дітям трофеї за виконання смішно простих завдань або абсолютного неробства.
Ліса намагається знайти причину, щоб Барт отримав нагороду, та приходить до висновку, що це працює лише в тому випадку, якщо Ви дійсно їх заробляєте самі, і ненавмисно дає Гомеру ідею продавати трофеї в гаражі і Барт стає помічником магазину. Коли Мардж дізнається, що саме Барт виготовляє трофеї і каже, що йому слід вручити трофей за його роботу, але Гомер не погоджується. Після чого Гомер довго не думаючи каже, що хлопчик завжди буде невдахою.
Барт підслуховує цю розмову і, дізнавшись про несуттєвість нагород, вирушає до дідуся Сімпсона. Дідусь розповідає йому історію про свого батька та діда (які як знак «справжньої любові» душили своїх дітей). Щоб довести онуку, що він — справді чудова дитина, він дарує Барту старий годинник, найцінніше володіння сім'ї.
Незабаром Ліса стає проти ідеї «винагороджувати ні за що», тому звертається до іншого «експерта» з виховання дітей, доктора Фентона Пуллтоя. Той говорить, що занадто велика кількість похвал створює міленіалів — «покоління м'яких титулованих нарцисів». Батьки Спрінґфілда сприймають його ідею «більше жодних нагород». Однак план Ліси не дає очікуваних результатів, оскільки Мардж спростила його до «всі трофеї погані», і викидає усі справді зароблені нагороди доньки. Через нову ідею Гомерів бізнес із трофеями зупиняється.
Щасливий Барт хизується годинником Ейба Гомеру, який завжди його хотів, і якого Гомер ніколи не отримував. Барт починає ходити з новонайденою впевненістю завдяки годиннику, і, як результат, він починає змінювати свій спосіб життя. Однак, якось, коли Барт знаходиться на вершині гори, ланцюг годинника розривається, і він падає з урвища у ліс поблизу Спрінґфілда. Він намагається знайти його за допомогою Мілгауса, але не досягає успіху. У цей час Ейб говорить Барту, що при них збираються писати для невеликого журналу про сім'ї, тож Барт не може сказати Ейбу правду, бо це вб'є його.
Коли Гомер дає свої трофеї в ломбард, він знаходить батьків годинник (який Мілгаус знайшов, але, злий на Барта за те, що кидав на нього каміння, він здав його). Гомер збирається втерти носа Барту, але коли він бачить Барта розбитим і плаксивим через втрату, він почувається погано і віддає годинник синові. Після того, як Барта й Ейба фотографують для журналу, Барт випадково розбиває годинник, і Ейб намагається задушити його…
У фінальній сцені Ліса з Гомером дивляться по телевізору, як Ральфа першим обирають до NBA через його велику кількість нагород.

## Цікаві факти і культурні відсилання
- Ідея «більше жодних нагород» або «ВПЯВ» (англ. GRIT) — відсилання до книги Анжели Дакворт «Grit: The Power of Passion and Perseverance»[1].

## Ставлення критиків і глядачів
Під час прем'єри серію переглянули 2,4 млн осіб з рейтингом 1.0, що зробило її найпопулярнішим шоу на каналі «Fox» тієї ночі.
Денніс Перкінс з «The A.V. Club» дав серії оцінку B+, сказавши:
|  | Серія неймовірно об’єднує 3 сюжетні лінії в цілком цілісний епізод, який цілком задовольняє… У всіх аспектах в «A Father’s Watch» присутня турбота, яка дуже освіжає. |

Тоні Сокол з «Den of Geek» дав серії три з п'яти зірок, сказавши:
|  | Гарні, дуже кумедні репліки, не настільки постійні, як це було звично у цьому сезоні. Однак, шоу для позитивного підкріплення не потребує стільки реплік, щоб висловити свою думку. Просто потрібно неодноразово говорити про це. |

У лютому 2018 року сценарист серії Саймон Річ був номінований на премію Гільдії сценаристів Америки в області анімації 2017 року.
Згідно з голосуванням на сайті The NoHomers Club більшість фанатів оцінили серію на 4/5 із середньою оцінкою 3,6/5.